# Arsenal (metrostation)
Arsenal is een station van de metro van Londen aan de Piccadilly Line dat is geopend op 15 december 1906.

## Geschiedenis
Het station werd geopend door de Great Northern, Piccadilly en Brompton Railway (GNP & BR) als Gillespie Road. Het oorspronkelijke stationsgebouw met loketten werd ontworpen door Leslie Green met de voor hem kenmerkende geglazuurde bloedrode gevel, zoals bij Holloway Road en Caledonian Road.
Het gebouw van twee huizen breed werd ingepast tussen de woonhuizen aan Gillespie Road tegenover de noordkop van Highbury Hill. Het station bediende de woonwijk en de religieuze universiteit vlak ten zuidoosten van het station. In 1913 verhuisde voetbalclub Arsenal van Woolwich naar het universiteitsterrein in Highbury. De manager van Arsenal, Herbert Chapman, bepleitte een naamsverandering van het station in Arsenal (Highbury Hill) hetgeen op 31 oktober 1932 gerealiseerd werd.
De komst van het stadion betekende ook een grote toeloop op wedstrijddagen. Om deze te verwerken werd het stationsgebouw in de jaren dertig van de 20e eeuw vervangen door een breder gebouw met een moderner ontwerp. De gevel van het nieuwe gebouw kreeg bredere ingangen met daarboven een betonwand met de roundel, het logo van de Underground.
Het achtervoegsel Highbury Hill werd rond 1960 uit de naam van het station verwijderd zodat het station sindsdien Arsenal heet. Hoewel het Arsenal Stadium in 2006 werd gesloten en is herontwikkeld tot het wooncomplex Highbury Square, werd de naam van het station niet gewijzigd en wordt het nog steeds gebruikt door toeschouwers die wedstrijden bijwonen in het nabijgelegen Emirates Stadium van Arsenal.
In 2007 werd groot onderhoud uitgevoerd waarbij de betegeling van de wanden langs de perrons en de reizigerstunnel in originele staat werden hersteld met nieuwe tegels. De naam Gillespie Road in grote letters in de tegels langs de perrons bleef aanwezig, tevens werden de vloeren en het omroepsysteem opgeknapt.

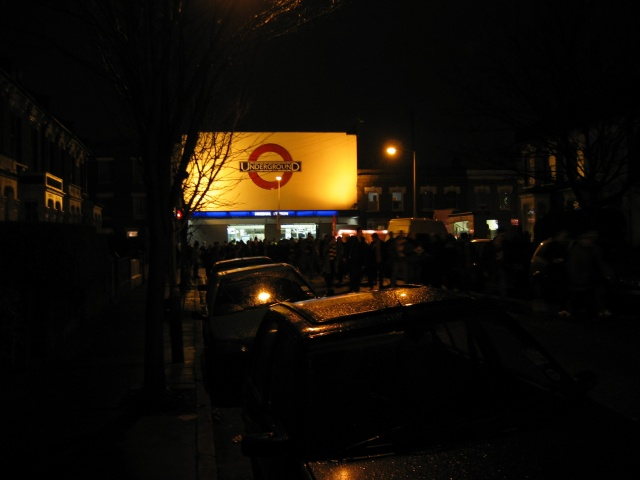
Metrostation Arsenal bij nacht
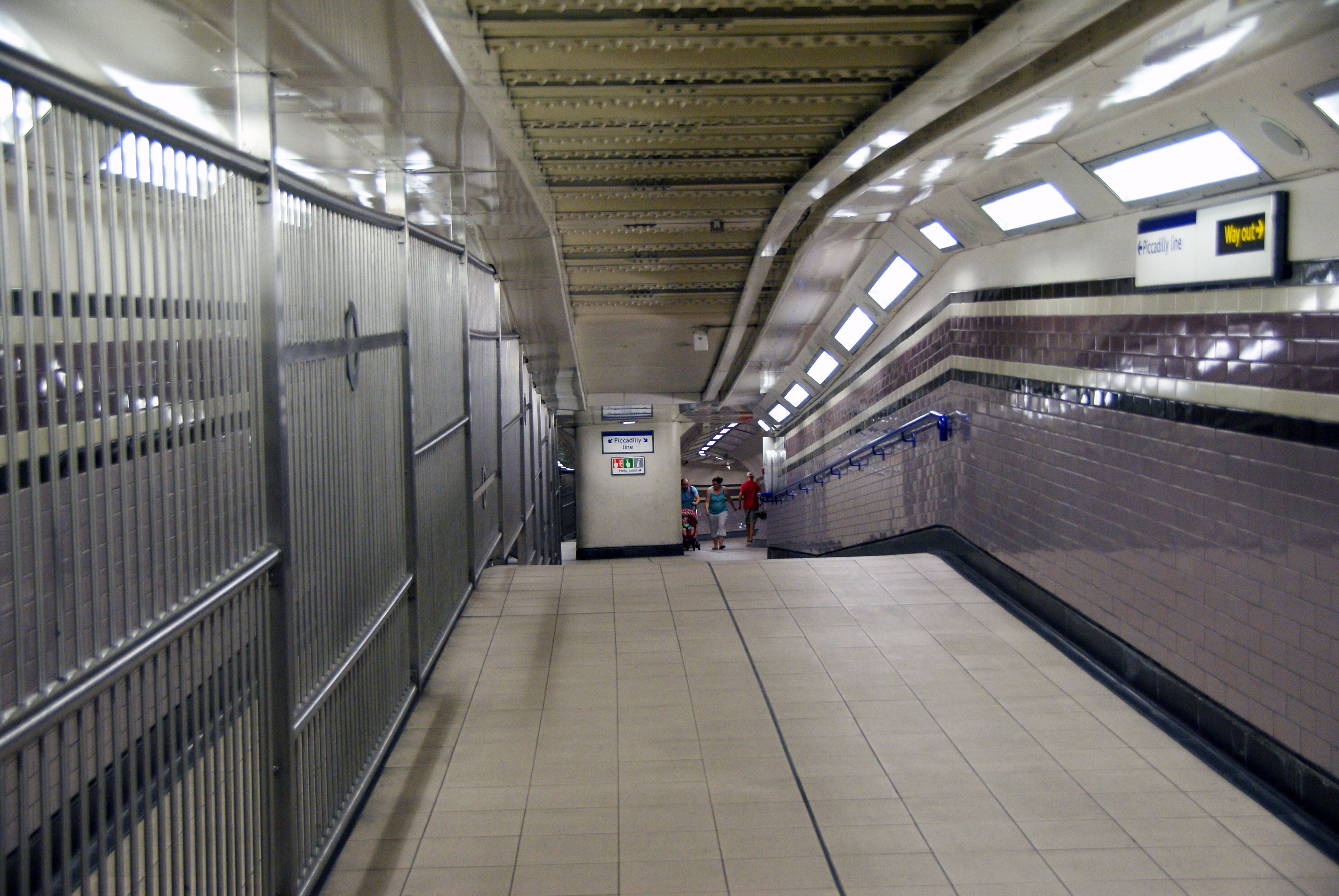
De reizigerstunnel tussen hal en perron.
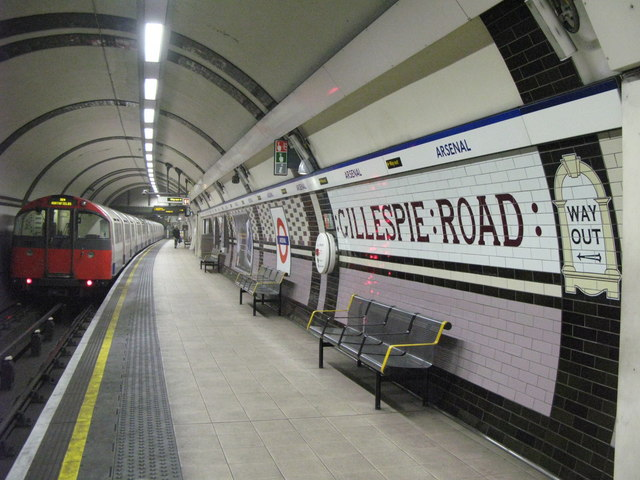
Het gerestaureerde tegelwerk met de oorspronkelijke naam en een cartouche als wegwijzer.

## Ligging en inrichting
Het stationsgebouw is slechts drie huizen breed en heeft daarmee een van de smalste voorgevels van alle Londense metrostations. De perrons liggen onder de East Coast Mainline vlak ten noorden van het Emirates Stadium. Het dubbelgewelfdstation ligt echter slechts 8 meter onder het maaiveld en is met een licht hellende reizigerstunnel verbonden met het stationsgebouw. Door de geringe diepte zijn er geen liften of roltrappen geplaatst maar moeten de reizigers via vaste trappen van en naar de perrons. Bij de verbouwing in de jaren dertig van de twintigste eeuw werd een tweede reizigerstunnel toegevoegd in verband met de groei van het aantal reizigers. In het hellende deel is een hek geplaatst waarmee de in en uitstappers kunnen worden gescheiden zodat het op wedstrijddagen mogelijk blijft om tegen de toeschouwerstroom in de perrons te bereiken of te verlaten. Het hek staat niet in het midden en in voorkomende gevallen worden de toeschouwers door het brede deel en de tegenliggers door het smalle deel geleid.
In 2006 verhuisde Arsenal FC naar een nieuw stadion, het Emirates Stadium. Het stadion bevindt zich op de plaats van Ashburton Grove, een voormalig industrieterrein op ongeveer 500 meter ten westen van Highbury, en iets dichter bij station Drayton Park, aan de Northern City Line, en metrostation Holloway Road. Drayton Park is echter op wedstrijddagen gesloten in verband met de krappe perrons en de onregelmatige treindienst (vóór 2015 had het helemaal geen weekenddienst), en metro's stoppen voor en na de wedstrijden niet op Holloway Road om overbelasting te voorkomen. 
Als onderdeel van de herdenking van de verhuizing van Arsenal FC werd een tijdelijke muurschildering geplaatst op de muren van de stationsgangen als onderdeel van het Art on the Underground- project van de London Underground. De muurschildering werd onthuld in februari 2006 en verwijderd in september.

## Reizigersverkeer
Het station is aanzienlijk rustiger dan andere stations op hetzelfde traject. In 2007 werden slechts 2.735.000 in- en uitstappers geteld, vergeleken met de 7.487.000 van Holloway Road en 5.333.000 van Caledonian Road.
- De Piccadilly Line rijdt van 6:22 uur tot 0:19 uur in beide richtingen, afhankelijk van de drukte varieert de interval tussen twee metero's tussen de 2 en 6 minuten.
- Er zijn geen buslijnen die bij het station stoppen. Overstappers moeten ongeveer 600 meter lopen tussen het station en de bushaltes aan Blackstock Road waar de lijnen 4, 19, 29, 91, 106, 153, 236, 253, 254 en 259 en de nachtbussen N19, N29, N91, N253 en N279 stoppen.

## Fotoarchief
- Photographic Archive. London Transport Museum. Gearchiveerd op 18 maart 2008. 
  - Het stationsgebouw in 1907
  - Het herbouwde station in 1934.